# Bari jezici
Bari jezici, malena skupina istočnonilotskih jezika kojima govore plemena Bari, Kakwa i Mandari u Ugandi i Južnom Sudanu i nekim susjednim državama.
Najvažniji jezik Bari koji je cijeloj skupini dao ime govori se u Južnom Sudanu, kao matičnoj državi u kojoj ima oko 420,000 govornika, ali i 60 000 u Ugandi, dok pripadnici ove etničke grupe u DR Kongu danas govore jezikom logo [log], a svoj vlastiti jezik su zaboravili. Što se tiče plemena Mandari, nije poznat broj ljudi koji govori ovim jezikom, a žive sedamdesetak kilometara sjeverno od Jube.

## Jezici
1. Bari [bfa] (Južni Sudan)
2. Kakwa [keo] (Uganda)
3. Mandari [mqu] (Južni Sudan)[1]